# Patagonisches Eisenkraut
Das Patagonische Eisenkraut (Verbena bonariensis, Syn.: Verbena inamoena Briq.), auch Argentinische Verbene, Argentinisches Eisenkraut und Schleier-Eisenkraut genannt, ist eine mehrjährige Pflanzenart aus der Gattung der Verbenen (Verbena) innerhalb der Familie der Eisenkrautgewächse (Verbenaceae). Sie ist als Zierpflanze weit verbreitet, ist aber in Mitteleuropa nur in sehr wintermilden Lagen ausdauernd. In vielen Ländern tritt sie als invasiver Neophyt auf.

## Beschreibung

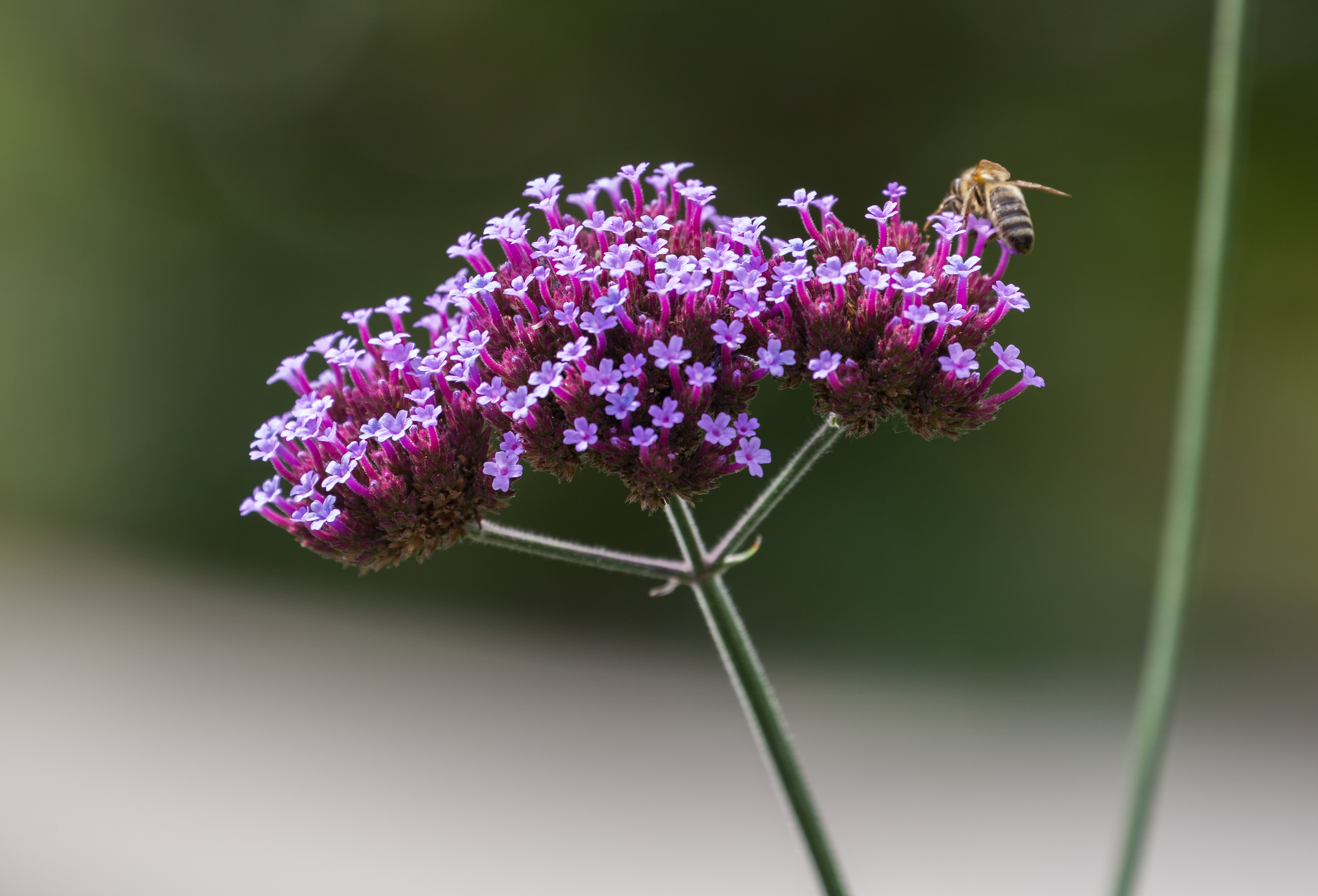
Blütenstand des Patagonischen Eisenkrauts mit Furchenbiene

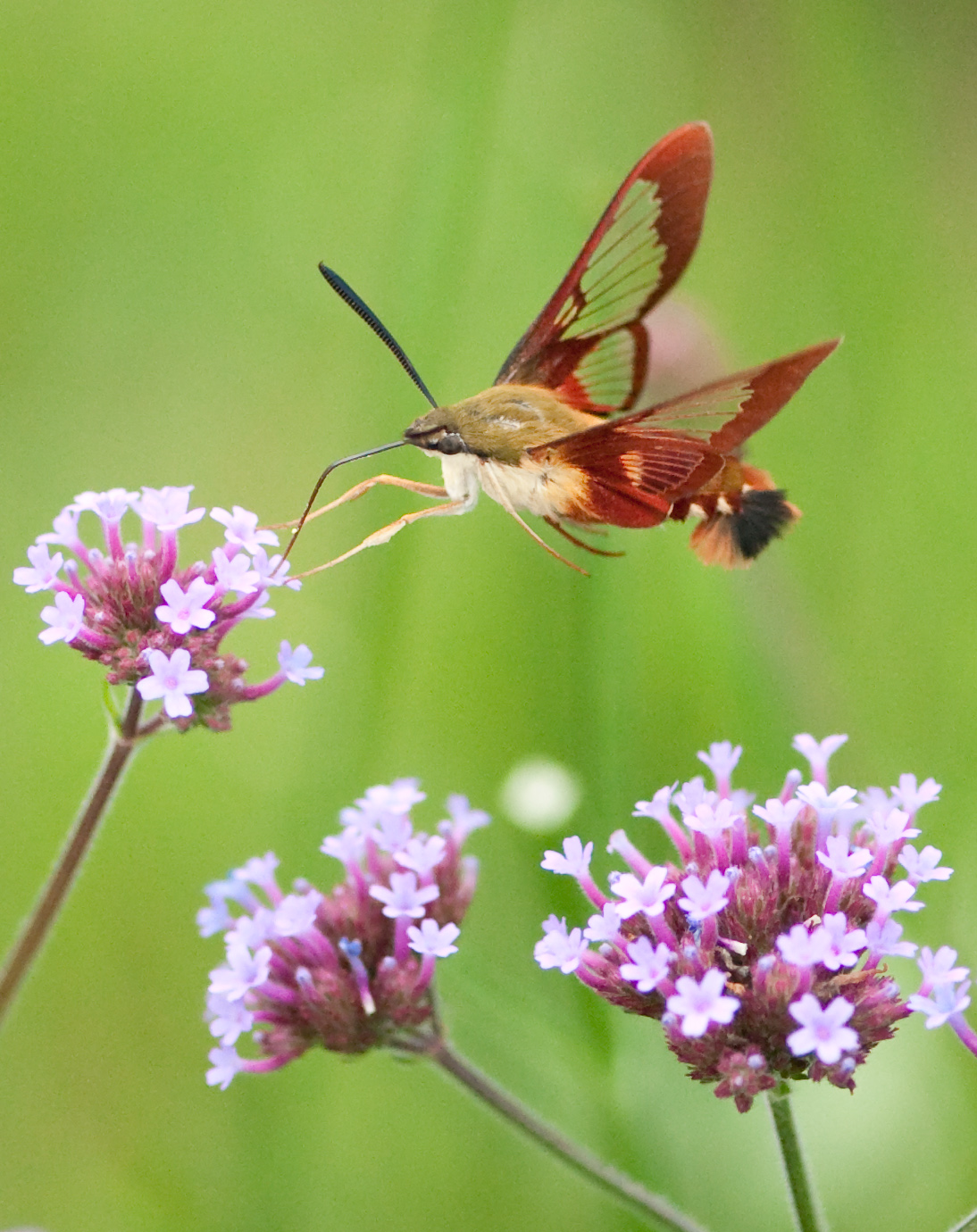
Patagonisches Eisenkraut mit Hummelschwärmer

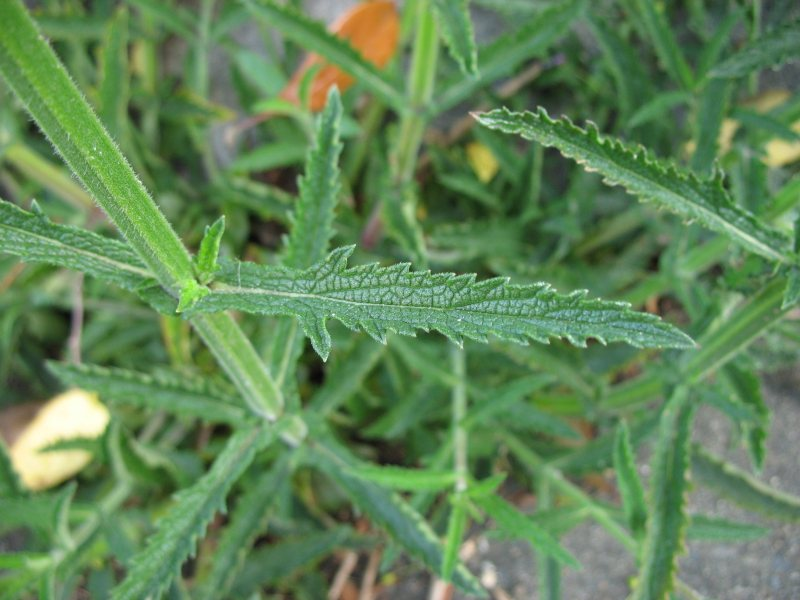
Blätter des Patagonischen Eisenkrauts

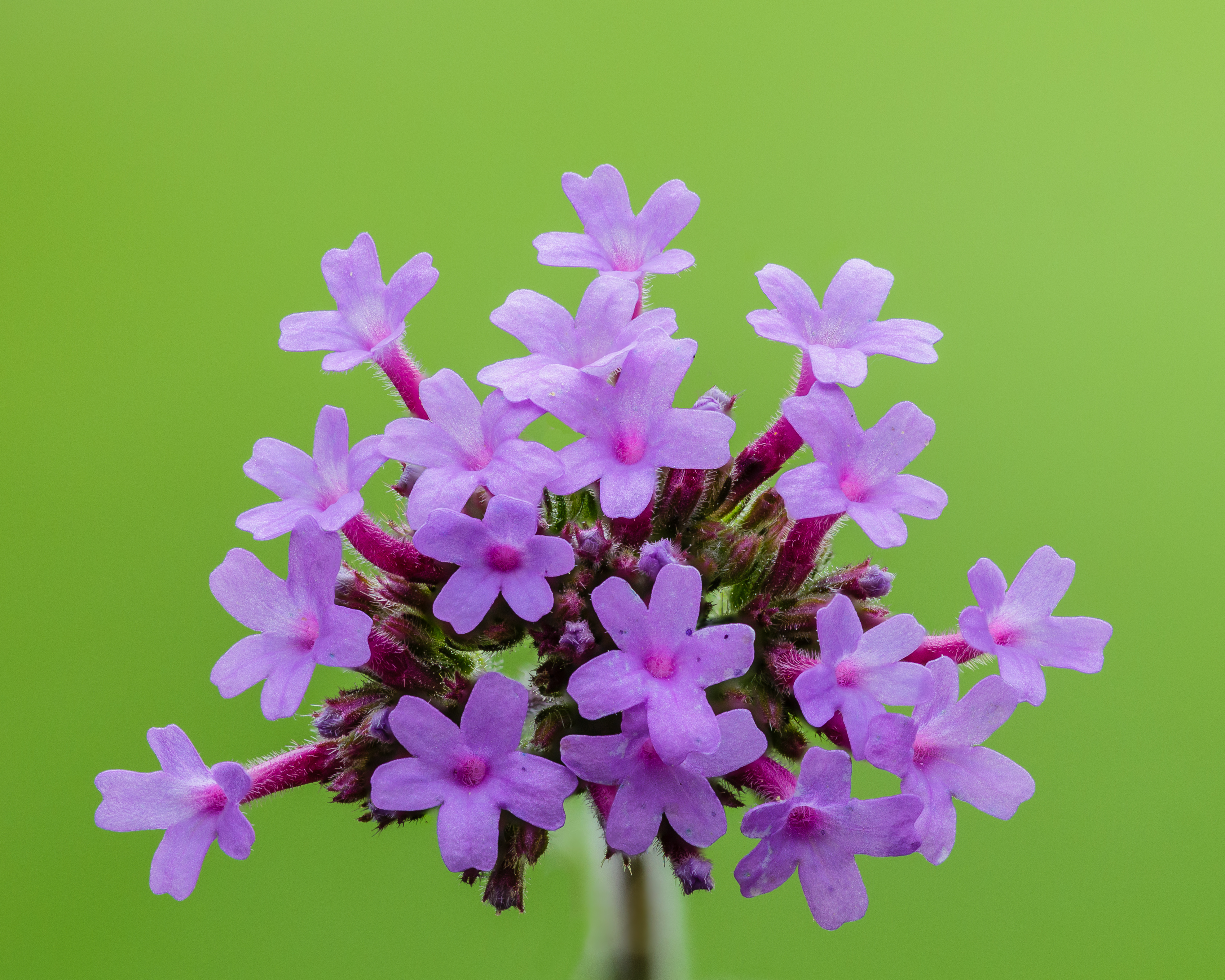
Blütenstand.

### Vegetative Merkmale
Das Patagonische Eisenkraut wächst als ausdauernde krautige Pflanze, die eine Höhe von 50 bis 180 Zentimeter erreicht. Die Pflanze wächst horstig und bildet vierkantige, schlanke, aber kräftige, straff aufrechte, im oberen Teil sparrig verzweigte, borstige Stängel, die über die Jahre an der Basis verholzen. Die gegenständigen, halbstängelumfassenden, rauen, graugrünen, 7 bis 13 Zentimeter langen, spitzen und sitzenden Laubblätter sind länglich bis lineal lanzettlich und mehr oder weniger bis unregelmäßig grob gezähnt oder gesägt. Die Blätter sind oberseits rau und leicht behaart, unterseits sind sie weich behaart. Die Stängel haben sehr lange Internodien, so dass sie fast blattlos erscheinen. Das Laub bleibt in milden Wintern grün.

### Generative Merkmale
Der endständige, drüsig behaarte Blütenstand setzt sich aus mehr oder weniger doldigen, bis 5 Zentimeter breiten Teilblütenständen zusammen, die ährenartige, stark verkürzte, dichte „Komplexe“ mit vielen Blüten bilden (zymöse Doppeldolde mit Hülle und Hüllchen). Die kleinen, zwittrigen und duftenden Blüten sind schwach zygomorph und fünfzählig mit doppelter Blütenhülle. Die Tragblätter sind zur Blütezeit etwa so lang wie der Blütenkelch oder kürzer. Die fünf Kelchblätter sind röhrig verwachsen mit kurzen Zipfeln und flaumig behaart. Die lavendelfarbene bis rosaviolette und stieltellerförmige Blütenkrone besteht aus einer verwachsenen, 6 bis 7 Millimeter langen, dunklen, fein behaarten Kronröhre und einem etwa 6 Millimeter breiten, helleren Kronensaum aus 5 stumpf ausgerandeten Kronlappen. Die Blütezeit erstreckt sich in Mitteleuropa meist von Ende Juni bis Oktober. Es werden kleine Klausenfrüchte gebildet, die in vier längliche, bis etwa 2 Millimeter lange, braune, längliche Nüsschen (Klausen) zerfallen.

### Chromosomensatz
Die Chromosomengrundzahl ist x = 7. Es liegt Polyploidie mit tetraploiden, hexaploiden und octoploiden Pflanzen mit Chromosomenzahlen von 28, 42 und 56 vor.

## Ökologie
Die Blüten bieten Nektar und sind für viele Insekten attraktiv, insbesondere für Honigbienen, Hummeln und andere Wildbienen, Schmetterlinge und Schwebfliegen.

## Vorkommen
Das natürliche Verbreitungsgebiet des Patagonischen Eisenkrauts liegt im tropischen und subtropischen Südamerika von Peru über Chile und Bolivien, dem südlichen und südöstlichen Brasilien, Paraguay und Uruguay bis in den Süden Argentiniens. Die Pflanze besiedelt dort mäßig feuchte Grassteppen (Pampa), wechselfeuchte Flussufer und frische Höhenlagen bis über 2000 Meter, Ackerränder, Weiden, Brachland und andere ruderale Standorte in sonnigen bis halbschattigen Lagen.
In vielen weiteren tropischen und subtropischen Ländern gilt die Pflanze als eingebürgert, teilweise auch als invasiver Neophyt. Sie hat sich beispielsweise in den südlichen USA stark verbreitet, ebenso auf Hawaii, den Westindischen Inseln, Azoren, den Kanarischen Inseln und auf Madeira, in Südafrika, Südeuropa, Indien, Japan, Australien, Neuseeland und Neuguinea sowie auf Fidschi und anderen Inseln im Südpazifik. In Deutschland und in der Schweiz gibt es in warmen Lagen unbeständige Vorkommen, z. B. am Oberrhein, Zürichsee und Genfersee.

## Verwendung
Das Patagonische Eisenkraut eignet sich gut als Zierpflanze für vollsonnige Freiflächen. Die Pflanze ist gegenüber verschiedenen Böden sehr tolerant und verträgt feuchte bis mäßig trockene Standorte. Dadurch kann sie beispielsweise sowohl mit mediterranen Halbsträuchern, als auch mit niedrigen einjährigen Blumen in Sommerrabatten oder mit kräftigen Hochstauden am feuchten Teichrand kombiniert werden. Die langen Stängel wirken transparent und verdecken kaum die Pflanzen dahinter, so dass neben dem Eisenkraut auch niedrige Pflanzen gut zur Geltung kommen. Wegen der Anspruchslosigkeit, langen Blütenzeit und den vielen Einsatzmöglichkeiten wurde das Patagonische Eisenkraut mit dem Award of Garden Merit ausgezeichnet.
Die Pflanze ist allerdings nur in klimamilden Gebieten ausdauernd und wird daher meist wie eine einjährige Pflanze gezogen und verwendet. Sie ist mäßig winterhart bis etwa −9 °C (Zone 8b), vermehrt sich aber leicht durch Selbstaussaat. Aufgrund ihres hohen, aber transparenten und lockeren Wuchses eignet sie sich insbesondere für Staudenflächen und Beete mit verschieden hohen Pflanzen ohne strenge Höhenstaffelung, so dass die niedrigeren Pflanzen wie durch einen farbigen Schleier hindurch sichtbar bleiben. Die Pflanze wird auch als kurzlebige, eher wild wirkende, durch den Garten wandernde Staude („playful perennial“) und als Insektenweide in naturnahen Gärten verwendet.

## Systematik
Die Erstveröffentlichung von Verbena bonariensis erfolgte 1753 durch Carl von Linné in Species Plantarum, S. 20. Der artspezifische Namensteil bonariensis bedeutet „aus Buenos Aires“, wo die Pflanze zum ersten Mal für die systematische Beschreibung gesammelt wurde.
Verbena inamoena Briq. (1904) und Verbena intercedens Briq. (1904) gelten als heterotypische Synonyme, beziehen sich also nach heutigem Verständnis auf verschiedene Formen von Verbena bonariensis und nicht (wie ursprünglich angenommen) auf eigenständige Arten.